# Lagune Togbadji
Lagune Togbadji är en sjö i Benin. Den ligger i den södra delen av landet, 100 km väster om huvudstaden Porto-Novo. Lagune Togbadji ligger 14 meter över havet. Arean är 2,6 kvadratkilometer. Den sträcker sig 3,6 kilometer i nord-sydlig riktning, och 2,4 kilometer i öst-västlig riktning.
Omgivningarna runt Lagune Togbadji är en mosaik av jordbruksmark och naturlig växtlighet. Runt Lagune Togbadji är det ganska tätbefolkat, med 230 invånare per kvadratkilometer.